# Dong Zhongshu

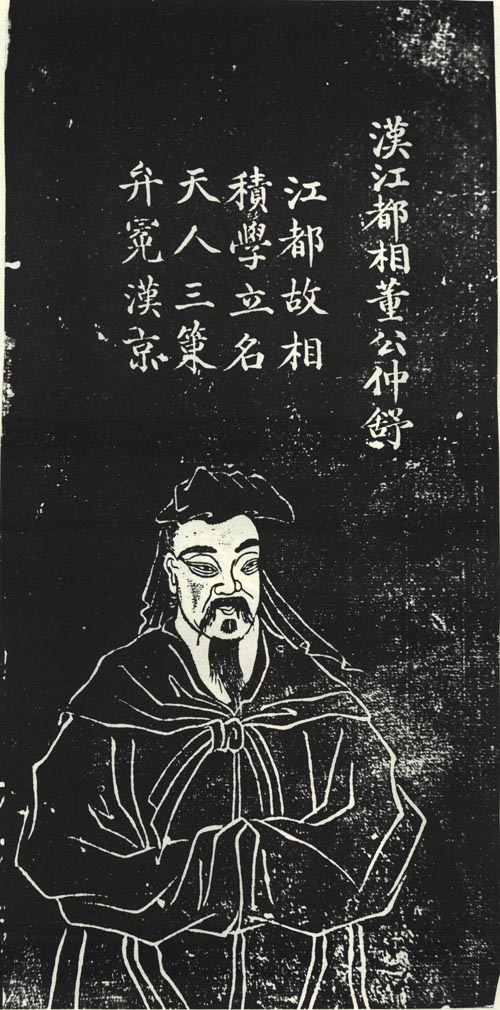
Dong Zhongshu

Dong Zhongshu (179-104 v.Chr.) was een Chinees geleerde en adviseur van de Han-keizer Han Wudi. Hij was afkomstig uit Guangchuan in de hedendaagse provincie Hebei.
Dong Zhongshu was een aanhanger van het confucianisme en zag in het confucianisme een middel om de unificatie van China en gehoorzaamheid aan de keizer te bewerkstelligen. Han Wudi maakte op zijn advies het confucianisme tot staatsfilosofie. Volgens Dong Zhongshu maakte de ondergeschiktheidsrelatie tussen heerser en onderdaan deel uit van de natuurlijke orde. De heerser vormde op deze wijze, samen met de vader die zijn zoon leidt en de echtgenoot die zijn echtgenote leidt, de "drie fundamentele leidsmannen". Met dit idee kon de bevolking worden gedisciplineerd. Dong Zhongshu gebruikte taoïstische en legalistische concepten om de verheven status van de keizer tot uitdrukking te brengen. Zo zou volgens hem de keizer heersen door inactief te zijn en zich niet met alledaagse zaken bezig te houden.
Dong Zhongshu heeft een aantal boeken op zijn naam staan, waarvan de Chunqiu fanlu ("Overvloedige dauw van de Annalen van lente en herfst") het bekendste is.